# Heinrich Heidersberger
Heinrich Heidersberger (ur. 10 czerwca 1906 w Ingolstadt, zm. 14 lipca 2006 w Wolfsburgu) – niemiecki fotograf.
Mieszkał i pracował m.in. w Berlinie, Brunszwiku, Paryżu, a także w USA, Danii i Holandii. Od 1961 był związany z Wolfsburgiem, gdzie posiadał pracownię na zamku. Był jednym z założycieli grupy artystycznej "Schloßstraße 8", która wprawdzie zakończyła już swoją działalność, ale na zamku w Wolfsburgu pozostała pracownia artystki zajmującej się ceramiką, Dorothei Chabert oraz pracownia Heidersbergera (do końca jego życia). Heidersberger znany był jako fotograf obiektów architektonicznych i przemysłowych. Otrzymał m.in. srebrny medal na Triennale w Mediolanie (1957).
W 2002 powstał w Wolfsburgu Instytut Heidersbergera, zajmujący się dorobkiem fotografa. W 2003 Heidersberger otrzymał tytuł honorowego obywatela Wolfsburga.